# Ceriantheopsis zealandiaensis
Espèce
Ceriantheopsis zealandiaensis est une espèce de cnidaires de la famille des Cerianthidae.

## Systématique
L'espèce Ceriantheopsis zealandiaensis a été décrite en 2020 par Sérgio N. Stampar (d), Sadie Mills (d) et Stephen J. Keable (d),.

## Étymologie
Son épithète spécifique, zealandiaensis, composée de zealandia et du suffixe latin -ensis, « qui vit dans, qui habite », fait référence à Zealandia, l'ancien continent où ont été trouvés les spécimens.

## Publication originale
- (en) Sérgio N. Stampar, V. Sadie Mills et Stephen J. Keable, « Ceriantharia (Cnidaria) from Australia, New Zealand and Antarctica with descriptions of four new species », Records of the Australian Museum, Sydney, Australian Museum et Shane F. McEvey (d), vol. 72, no 3,‎ 29 juillet 2020, p. 81-100 (ISSN 0067-1975 et 2201-4349, OCLC 1385608, DOI 10.3853/J.2201-4349.72.2020.1762, lire en ligne).